# 心の探求
心の探求（フィンランド語: Röllin sydän、英: Quest for a Heart）は2007年に公開されたフィンランド人のアニメーション映画である。監督はペッカ・レトサーリが務めた。

## ホームメディア
映画はヨーロッパのほとんどの地域でDVDでリリースされたが、HB Filmsからオリジナルビデオ映画としてイギリスでDVDとしてリリースされた。